# Astor Row
Pour les articles homonymes, voir Astor.
Astor Row est le nom donné à la 130e rue dans le quartier de Harlem à New York. 

## Situation et accès
Elle se trouve entre la Cinquième avenue et la Lenox Avenue. Conçu par Charles Buek, les maisons ont été construites entre 1880 et 1883, sur la propriété que John Jacob Astor avait acheté en 1844 pour 10.000 $. Le petit-fils d'Astor, William Backhouse Astor Jr., a été la force motrice derrière ce développement.
La conception des maisons individuelles de trois étages en brique est inhabituel à cette époque. En effet, celles-ci sont en retrait de la rue, ont toutes un jardin avec terrasse devant et à l'arrière, ainsi que des porches en bois. Le premier groupe de maisons, les numéros 8 à 22, comprend des paires autonomes, tandis que le reste, les numéros 24 à 60, sont reliés entre eux latéralement.
Les maisons ont été désignés par la Commission de conservation des monuments de la ville de New York le 11 août, 1981.

## Origine du nom
Le nom Astor Row tire son origine de la famille Astor, et plus précisément de William Backhouse Astor Jr. (en), qui a financé la construction des maisons entre 1880 et 1883 sur un terrain acheté par son père, John Jacob Astor en 1844.

## Historique
Lorsque William Backhouse Astor décéda, les maisons furent réparties entre ses petits-enfants : Mary, James et Sarah Van Alen. La propriété est restée dans la famille Astor jusqu'en 1911, lorsque 10 des maisons à l'ouest ont été vendues à des investisseurs immobiliers Max Marx. La Brown Realty Company devint les nouveaux propriétaires, mais à défaut de son prêt hypothécaire, la propriété passa sous la main de la Caisse d'épargne de New York.
En 1920, les maisons ont été décrites par un journaliste du New York Times comme «l'un des centres d'accueil les plus attractifs et exclusifs" à Harlem, présentant "une image de tranquillité intérieure et de confort que peu d'autres blocs dans la ville possèdent."
Les maisons de ville d'Astor Row loués à l'origine pour 1100 $ par année étaient si populaires que pendant des années il y avait une liste d'attente pour les locataires. Les maisons étaient occupées à l'origine par les blancs, mais en 1920, 20 des 28 maisons (10 appartenant à la Banque d'Epargne de New York et plus 10 encore détenue par les Astors) ont été achetés par James Cruikshank, un opérateur immobilier, et loué aux locataires noirs,.
Par la suite, les maisons ne furent pas bien entretenus, et les porches ont été progressivement perdus. En 1978, la deuxième édition du Guide AIA à New York décrit la rue comme étant «la beauté sobre qui a été ternie par des années de détresse économique ». En 1981, New York City désigna la rue entière comme points de repère, et l'argent fut soulevée pour restaurer leurs façades, et améliorer leur plomberie, les systèmes de chauffage, et les lignes électriques en cas de besoin. Le groupe supervision et le financement des travaux comprenait la Monuments Conservancy de New York, New York City Monuments Preservation Commission, la Fondation Vincent Astor, Manhattan Community Board 10, la Société de développement Abyssinie, le Fonds du Commonwealth, le New York City Department of Conservation et développement du logement , et plusieurs banques locales. En 1992, Ella Fitzgerald réalisa une prestation au Radio City Music Hall afin d'amasser des fonds pour la restauration. À la fin des années 1990, les porches et autres éléments décoratifs ont été restaurés à presque tous les bâtiments sur le bloc. En Août 2009, le New York Times écrivait que "le bloc est au centre d'une intense mais, encore, renaissance inachevée des rues environnantes à Central Harlem". La restauration du bloc a été supervisée par Roberta Washington et Li/Saltzman.

## Bâtiments remarquables et lieux de mémoire

### Dans la Culture Populaire
Dans son roman "Accueil à Harlem" (1928), Claude McKay décrit Astor Row comme "le bloc magnifique."